# Kim Simmonds
Kim Simmonds (jako Kim Maiden Simmonds, 5. prosince 1947, Newbridge, Caerphilly – 13. prosince 2022) byl velšský kytarista, nejvíce známý jako člen bluesové skupiny Savoy Brown. Tuto skupinu založil v roce 1965 pod názvem Savoy Brown Blues Band a stal se jediným členem, který v ní působil po celou dobu její existence. Roku 1997 vydal své první sólové akustické album Solitaire. Rovněž se věnuje malování, například na obalu svého alba Out of the Blue použil vlastní dílo.

## Diskografie (sólová)
- Solitaire (1997)
- Blues Like Midnight (2000)
- Struck by Lightning (2006)
- Out of the Blue (2008)